# Джон Прайс (яхтсмен)
Джон Прайс (англ. John Price; 19 січня 1920 — 26 травня 1991) — американський яхтсмен.
Учасник Олімпійських Ігор 1952 року.